# Lac du Jésuite
Lac du Jésuite är en sjö i Kanada.   Den ligger i regionen Mauricie och provinsen Québec, i den sydöstra delen av landet, 290 km nordost om huvudstaden Ottawa. Lac du Jésuite ligger 198 meter över havet. Arean är 3,3 kvadratkilometer. Den sträcker sig 4,6 kilometer i nord-sydlig riktning, och 3,1 kilometer i öst-västlig riktning.
I omgivningarna runt Lac du Jésuite växer i huvudsak blandskog. Runt Lac du Jésuite är det glesbefolkat, med 11 invånare per kvadratkilometer.